# Gala de les Estrelles del Futbol Català
Het Gala de les Estrelles del Futbol Català (Nederlands: Gala van de sterren van het Catalaanse voetbal) is een jaarlijkse prijsuitreiking binnen het Catalaanse voetbal door de Federació Catalana de Futbol. De eerste editie werd in 2011 gehouden.

## Lijst van winnaars per jaar
| Jaargang                                                                    | Beste voetballer                                                            | Beste trainer    | Beste zaalvoetballer | Beste zaalvoetbaltrainer | Beste scheidsrechter | Grootste talent          | Jury-prijs |
| --------------------------------------------------------------------------- | --------------------------------------------------------------------------- | ---------------- | -------------------- | ------------------------ | -------------------- | ------------------------ | ---------- |
| 2011                                                                        |                                                                             |                  |                      |                          |                      |                          |            |
| Xavi Hernández                                                              | Josep Guardiola                                                             | Jordi Torras     | Marc Carmona         | Ana Zardaín              | Álvaro Vázquez       | Ramon Cugat              |            |
| Marta Torrejón                                                              |                                                                             | Clàudia Pons     |                      |                          |                      |                          |            |
| 2012                                                                        |                                                                             |                  |                      |                          |                      |                          |            |
| Sergio Busquets                                                             | Roberto Martínez                                                            | Jordi Torras     | Marc Carmona         | Xavier Estrada           | Sergi Roberto        | José María Calzón        |            |
| Sandra Vilanova                                                             |                                                                             | Anna Costa       |                      |                          |                      |                          |            |
| 2013/2014                                                                   |                                                                             |                  |                      |                          |                      |                          |            |
| Sergio García (overige genomineerden: Jordi Alba, Jonathan Soriano)         | Albert Ferrer (overige genomineerden: Josep Guardiola, Xavier Llorens)      | Daniel Salgado   | Xavier Passarrius    | Xavier Estrada           | Sergi Samper         | Carles Puyol             |            |
| Marta Corredera (overige genomineerden: Alèxia Putellas, Vicky Losada)      |                                                                             | Berta Velasco    |                      |                          |                      |                          |            |
| 2014/2015                                                                   |                                                                             |                  |                      |                          |                      |                          |            |
| Gerard Piqué (overige genomineerden: Kiko Casilla, Aleix Vidal)             | Sergio González (overige genomineerden: Josep Guardiola, Francisco Herrera) | Daniel Salgado   | Xavier Passarrius    | Xavier Estrada           | Héctor Bellerín      | Raúl Tamudo              |            |
| Alèxia Putellas (overige genomineerden: Marta Corredera, Marta Torrejón)    |                                                                             | Nerea Vilalta    |                      |                          |                      |                          |            |
| 2015/2016                                                                   |                                                                             |                  |                      |                          |                      |                          |            |
| Gerard Piqué (runners-up: Sergi Roberto, Sergio Busquets)                   | Josep Guardiola (overige genomineerden: Roberto Martínez, Òscar García)     | Adolfo Fernández | Juan Antonio         | Xavier Estrada           | Keita Baldé          | Thomas N'Kono            |            |
| Victoria Losada (overige genomineerden: Olga García, Andrea Pereira)        |                                                                             | Berta Velasco    |                      |                          |                      |                          |            |
| 2016/2017                                                                   |                                                                             |                  |                      |                          |                      |                          |            |
| Sergi Roberto (runners-up: Gerard Piqué, Gerard Moreno)                     | Òscar García (overige genomineerden: Gerard López, Josep Guardiola)         | Marc Tolrà       | Andreu Plaza         | David Medié              | Pablo Maffeo         | Josep Manel Casanova     |            |
| Alèxia Putellas (runners-up: Marta Corredera, Olga García, Victoria Losada) |                                                                             | Berta Velasco    |                      |                          | Berta Pujadas        |                          |            |
| 2017/2018                                                                   |                                                                             |                  |                      |                          |                      |                          |            |
| Àlex Granell                                                                | Sergio González & Rubi                                                      | Marc Tolrà       | Javi Rodríguez       | Xavier Estrada           | Carles Aleñá         | Andreu Subies            |            |
| Marta Corredera                                                             |                                                                             | Berta Velasco    |                      |                          | Maria Llompart       |                          |            |
| 2018/2019                                                                   |                                                                             |                  |                      |                          |                      |                          |            |
| Gerard Piqué                                                                | Josep Guardiola                                                             | Dídac Plana      | Clàudia Pons         | Xavier Estrada           | Riqui Puig           | Alfons Álvarez Izquierdo |            |
| Aitana Bonmatí                                                              |                                                                             | Berta Velasco    |                      |                          | Laia Aleixandri      |                          |            |
| 2020/2021                                                                   |                                                                             |                  |                      |                          |                      |                          |            |
| Gerard Moreno                                                               | Josep Guardiola                                                             | Adolfo Fernández | Javier Rodríguez     | Víctor García Verdura    | Nico Melamed         | FC Barcelona Femení      |            |
| Alèxia Putellas                                                             |                                                                             | Alicia Benete    |                      |                          | Bruna Vilamala       |                          |            |